# Villa Garke
Die Villa Garke steht in der Thomas-Mann-Straße 6 im Stadtteil Niederlößnitz der sächsischen Stadt Radebeul. Der Villenneubau wurde 1896/1897 durch den Baumeister Hugo Große, der im südlich gelegenen Nachbarhaus wohnte, errichtet und erhielt einige Zeit später in der linken Seitenansicht einen Anbau durch Alfred Große, wie Hugo Miteigentümer der Baufirma Gebrüder Große. Ab 1913 war das Anwesen im Eigentum des späteren sächsischen Generals Charles Garke, Namensgeber des Hauses, dessen Nachkommen heute wieder dort wohnen.

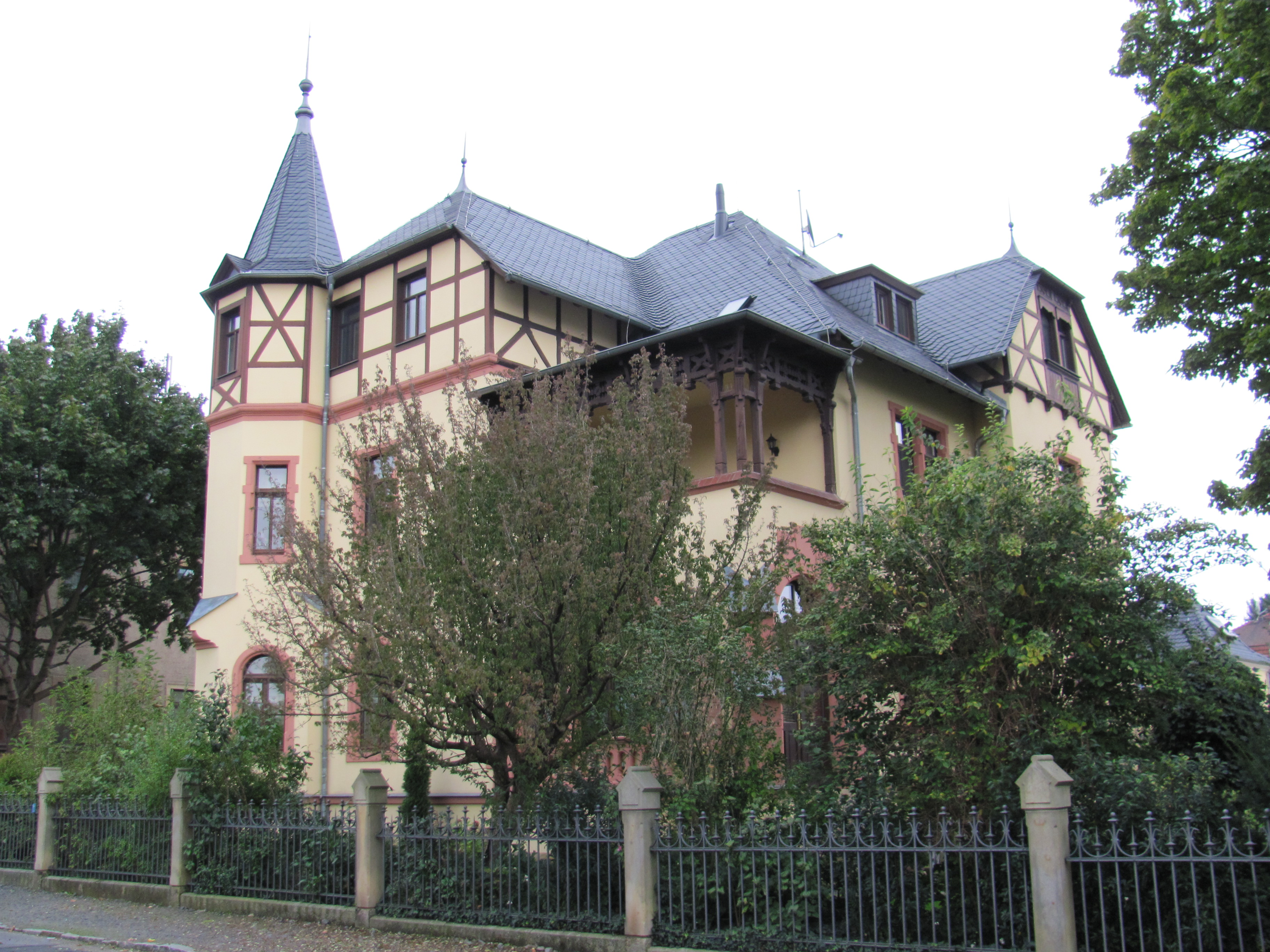
Villa Garke

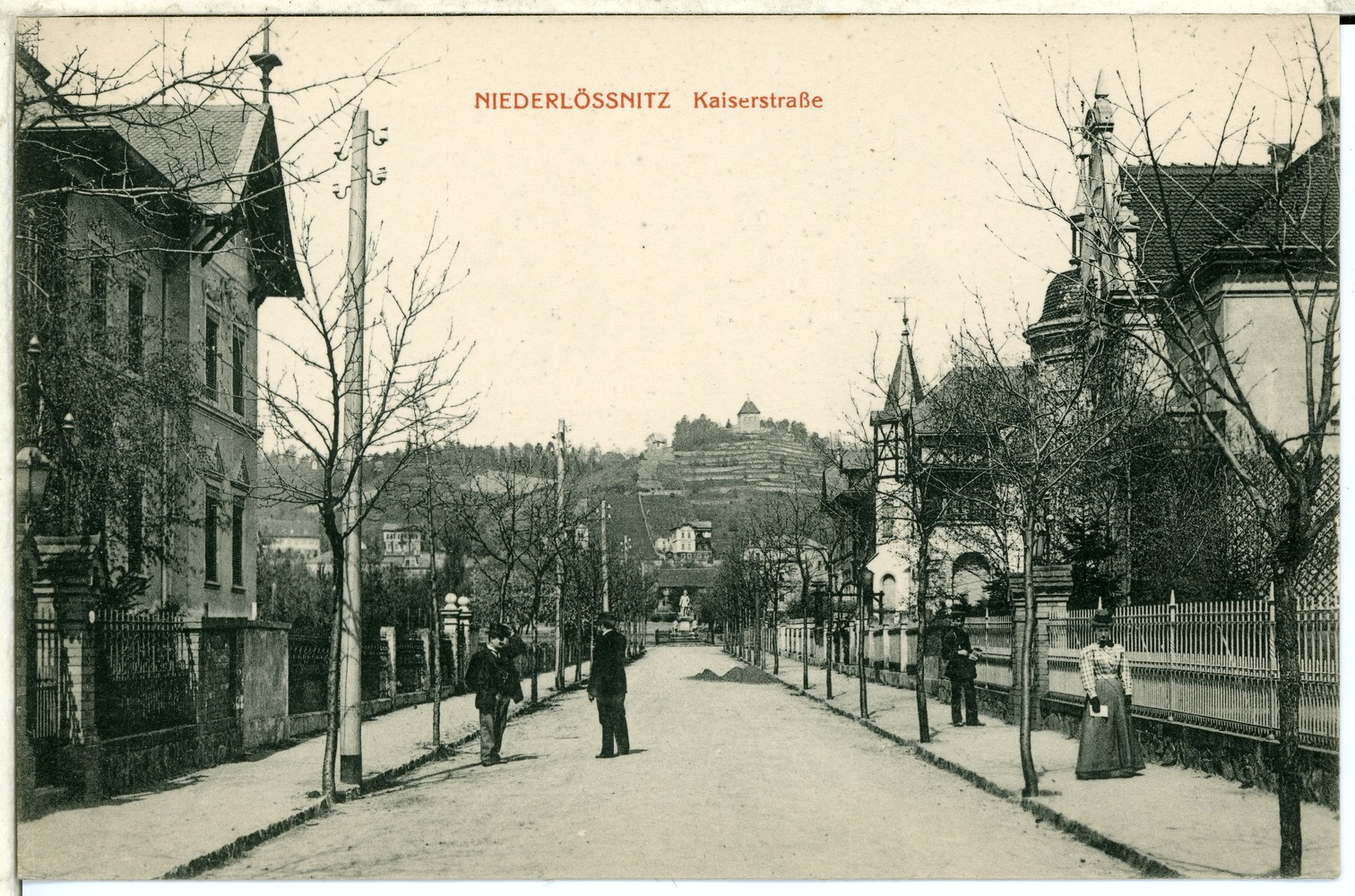
Villa Garke rechts, davor die Mietvilla Hugo Große, 1899. Am Ende der Straße steht das ehemalige Kaiser-Wilhelm-Denkmal

## Beschreibung
Die mitsamt ihrer Einfriedung denkmalgeschützte Villa, zeitweise als Mietvilla genutzt, ist ein zweigeschossiges Wohnhaus in „malerischer Gestaltung“ mit einem schiefergedeckten Walmdach.
In der Straßenansicht steht links ein risalitartiger Vorbau mit einem Krüppelwalmgiebel in Fachwerk. Rechts davon befindet sich im Erdgeschoss eine nachträglich durch ein Fenster zugesetzte Loggia mit halbrundbogen aus großen Ziersteinen, darüber im Obergeschoss eine offene Veranda mit einem Holzdach. Vor der linken, nordwestlichen Hausecke steht ein markanter, polygonaler und dreigeschossiger Eckturm mit einem steilen Helm sowie Knauf und Wetterfahne. Das oberste Stockwerk auf Höhe des Risalitgiebels ist ebenfalls aus Fachwerk.
In der linken Seitenansicht zum Hof befindet sich der Hauseingang, auf einem mit einem Ziergitter gesicherten, halbrunden Podest oberhalb einer Freitreppe. Dahinter zur Gebäuderückseite befindet sich ein Vorbau. Vor der rechten, südlichen Seitenansicht befindet sich der Garten.
Das Gebäude ist schlicht verputzt, die Fenster werden durch Sandsteingewände eingefasst.
Die Einfriedung besteht aus einem schmiedeeisernen Lanzettzaun zwischen Sandsteinpfeilern mit verzierten Köpfen.

## Geschichte
Im März 1892 trennte der Rentier Friedrich Wilhelm Otto Teske, der sich selbst 1891 in der Thomas-Mann-Straße 1 und gegenüber in der Nr. 2 Wohnhäuser hatte errichten lassen, das Grundstück aus seinem großflächigen Parzellenbesitz ab. Im Dezember 1895 war es im Eigentum des Baumeisters Hugo Große, der 1896 seine Bauunternehmung an seine Söhne Alfred und Hugo Große übergab. Im Juni 1896 reichte der Zimmermeister Hugo Große für einen Villenneubau einen Bauantrag nach eigenem Entwurf ein, der im Juli 1896 beziehungsweise Februar 1897 genehmigt wurde. Im August jenes Jahres erfolgte die Fertigstellung des Neubaus, der einige Zeit später in der linken Seitenansicht einen Anbau durch den Bruder Alfred Große erhielt.
Ab September 1898 gehörte das Anwesen Hermann Karl Günther von Kauffberg und ab Januar 1909 dem  Oberlandesgerichtsrat Heinrich Clemens von Feilitzsch.
Charles Garke (1860–1936) erwarb es im November 1913 und wohnte dort mit seiner Familie. 1914 war er als Oberstleutnant Kommandeur des Königlich Sächsischen 8. Feldartillerie-Regiments Nr. 78 in Wurzen (Teil der 24. Division (2. Königlich Sächsische)), für die er auch den Trabmarsch komponierte.

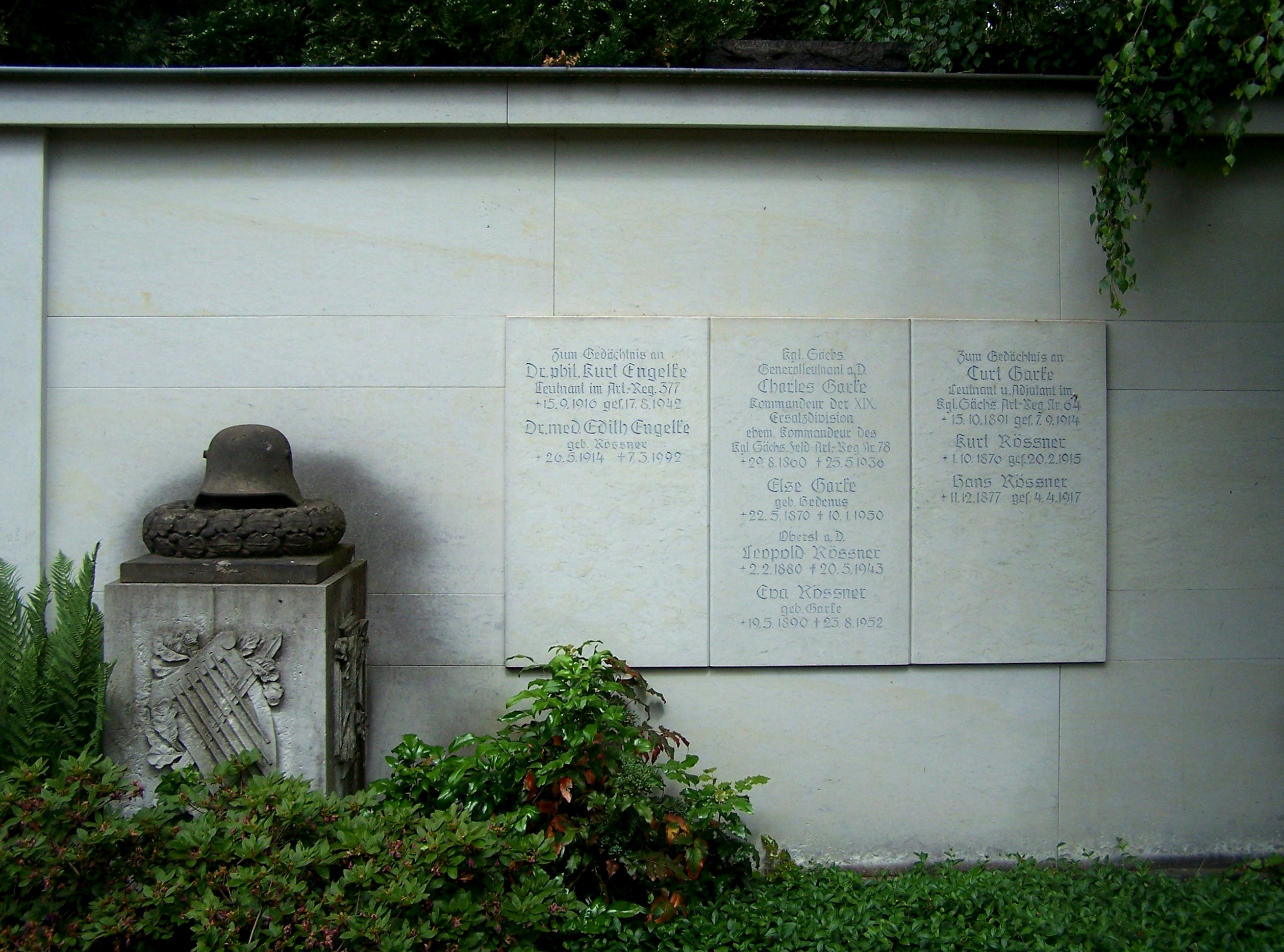
Garkes Grab auf dem Dresdner Nordfriedhof

Im Jahr 1917 war er als Generalmajor Kommandeur der 19. Ersatz-Division (Königlich Sächsische). 1936 wurde Garke als Generalleutnant auf dem Dresdner Nordfriedhof beerdigt.
Garkes Witwe ging 1947 mit dem Schlüssel zum Haus in den Westen. Das Grundstück verblieb bei der Eigentümerin beziehungsweise ihren Erben, während das Haus „angeblich von bis zu 10 verschiedenen Mietparteien gleichzeitig“ bewohnt wurde.
Nach der Wende zahlte einer der Erben, Urenkel des Generals Charles Garke, seine Miterben aus und wurde im November 1994 neuer Eigentümer. Die Villa wurde bis 1996 grundlegend saniert und ab da für 10 Jahre an das Elektronikunternehmen AMD vermietet, die dort verschiedene Mitarbeiter wohnen ließ. Seit Januar 2007 wohnen die Nachkommen Charles Garkes wieder im Haus ihrer Vorfahren.
Im Jahr 2012 wurde die Villa Garke zum Tag des offenen Denkmals der Öffentlichkeit präsentiert.